# Nassira Traoré
Nassira Traoré (* 28. Oktober 1988 in Bamako) ist eine malische Basketballspielerin.

## Leben
Nassira Traoré spielt für die Frauen-Mannschaft des französischen Basketballvereins US Colomiers aus Colomiers.
Bei den Olympischen Sommerspielen 2008 in Peking war Traoré Teil der Malischen Nationalmannschaft, wo sie in vier Spielen keine Tore erzielte.
Als Teil der Malischen Nationalmannschaft nahm sie an der Basketball-Afrikameisterschaft der Damen 2017 in Bamako teil. Die Nationalmannschaft erreichte den 3. Platz und damit die Bronzemedaille. Auch bei den Basketball-Afrikameisterschaft der Damen 2019 in Dakar war Traoré im Kader der Mannschaft. Die Nationalmannschaft erreichte auch diesmal den 3. Platz und damit die wieder die Bronzemedaille.